# غوبي ألين
غوبي ألين (بالإنجليزية: Gubby Allen) (و. 1902 – 1989 م) هو لاعب كريكت من المملكة المتحدة، والمملكة المتحدة لبريطانيا العظمى وأيرلندا، ولد في Bellevue Hill, New South Wales ‏، توفي في سانت جونز وود ‏، عن عمر يناهز 87 عاماً.

## التعليم
تعلم في كلية إيتون، وتعلم في كلية الثالوث، كامبريدج، وتعلم في Summer Fields School ‏
.

## جوائز
حصل على جوائز منها:
- نيشان الامبراطورية البريطانية من رتبة قائد
- لقب فارس